# Tinció de Ziehl-Neelsen

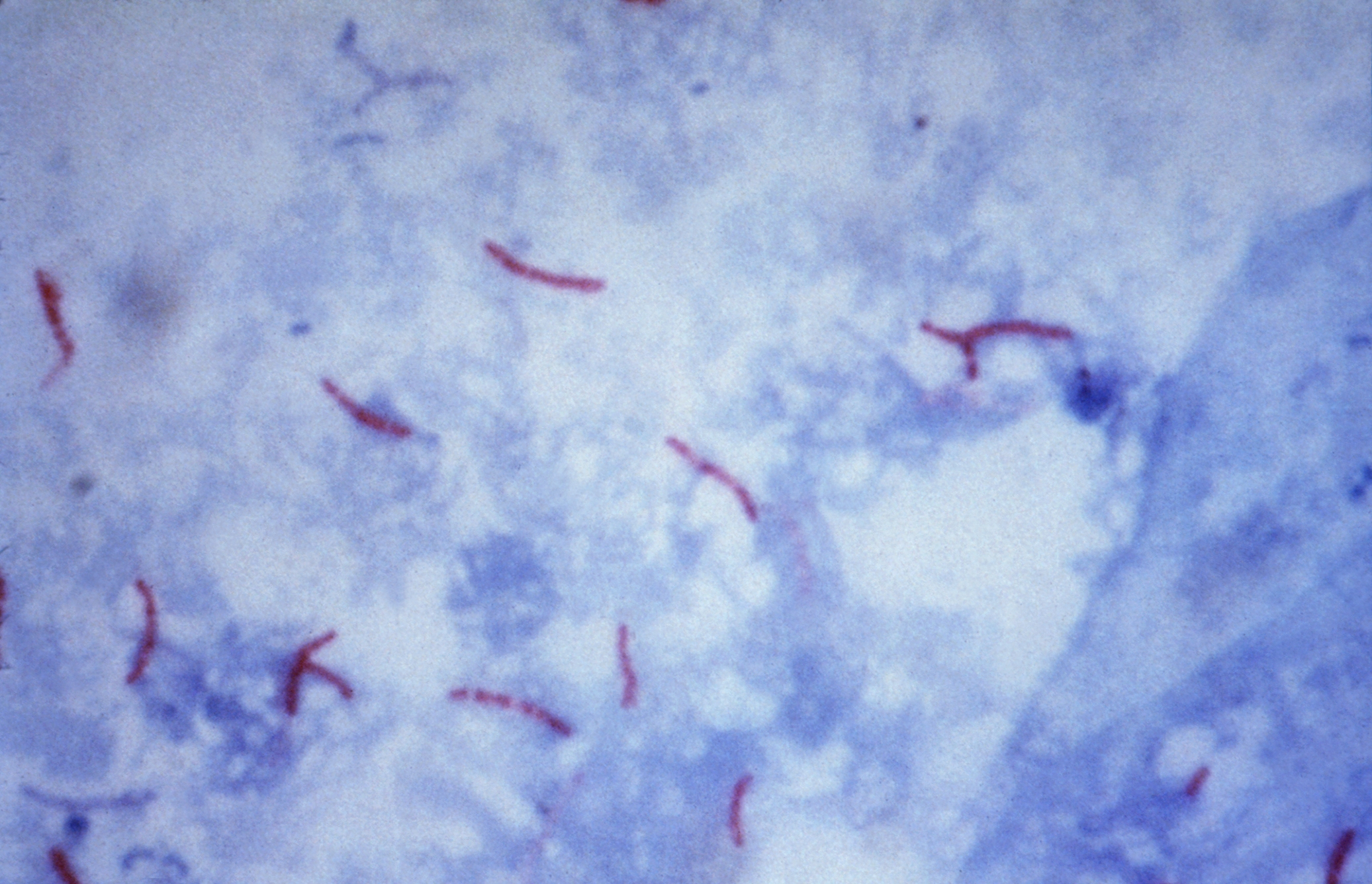
Mycobacterium tuberculosis. Els bacteris es veuen de color porpra utilitzant la tinció de Ziehl-Neelsen. Microscopi òptic. 1000X

La tinció de Ziehl-Neelsen és un tipus de tinció diferencial (composta per dues o més substàncies colorants) que fou creada i perfeccionada per dos doctors alemanys, el bacteriòleg Franz Ziehl (1859–1926) i el patòleg Friedrich Neelsen (1854–1898), durant els anys 1882 i 1883. La tinció es basa en les especials característiques lipídiques que tenen les parets cel·lulars (àcids micòlics amb una cadena beta-hidroxi curta i una cadena lateral d'alfa-alquil més llarga, formant una molècula entre 60 a 90 àtoms de carboni en el cas del bacil de Koch) d'alguns bacteris (bacteris acidoalcoholoresistents o BAAR) i altres classes de microorganismes, que els permeten resistir la decoloració amb àcid-alcohol després d'haver sigut tenyits amb colorants bàsics.
Aquesta tècnica és útil, per exemple, per identificar els bacteris Mycobacterium tuberculosis (el principal micobacteri patògen responsable de la tuberculosi), Mycobacterium marinum (que origina infeccions de tipus granulomatós en humans), diverses formes de Nocardia o el paràsit Cryptosporidium parvum (un protist causant de la criptosporidiosi) que es caracteritzen per les seves propietats àcid-alcohol resistents. També s'utilitza per diagnosticar en esput la paragonimosi (una infecció pulmonar causada pel platihelmint Paragonimus westermani i que té unes manifestacions clíniques semblants a les de la tuberculosi). Afegint el tensioactiu no iònic Tritó X-100, el mètode tenyeix ràpidament els micobacteris a petites quantitats de líquid cefalorraquidi. El diagnòstic de la meningitis tuberculosa és difícil i aquesta millora concreta de la tinció te més sensibilitat -tot i que una menor especificitat- que les proves d'amplificació dels àcids nucleics per detectar el bacil de Koch. Si la mostra de LCR és sotmesa a determinats procediments de citocentrifugació (Cytospin), abans d'aplicar l'esmentada tinció, augmenten les possibilitats d'identificar els M. tuberculosis intra i extracel·lulars. De vegades, la tinció de ZN pot donar un resultat negatiu a causa de la poca quantitat de bacteris presents a la mostra. En aquest cas, cal demostrar la seva presència emprant tècniques de immunofluorescència amb auramina-rodamina. Aquest és el mètode no biomolecular considerat de major sensibilitat per detectar micobacteris i es recomana utilitzar un microscopi de llum LED o amb làmpara de vapor de mercuri. En aspirats de limfadenitis de malalts amb sospita de TB la sensibilitat de la tinció millora si la mostra és prèviament sotmesa a liqüefacció amb NaClO i després centrifugada.
Els elements fonamentals de la tinció són el blau de metilé, l'alcohol àcid i la carbol-fucsina. La coloració clàssica de Ziehl-Neelsen requereix un suau escalfament per travessar la paret bacteriana. Alguns tècnics recomanen escalfar al microones la solució de carbol-fucsina al principi del procediment, uns 90´´ a baixa potència (60W) fins a tenir una temperatura de 46º per aconseguir uns resultats óptims. Aquesta tinció té dos variants destacables: una per tenyir els micobacteris i una altra per tenyir amb major especificitat altres patògens àcid-resistents. És important mantenir les concentracions de carbol-fucsina i fenol en el preparat, ja que canvis percentuals de dites substàncies comporten una menor sensibilitat de la tinció davant dels bacils àcid-alcohol resistents. Fa pocs anys s'emprava una concentració de carbol-fucsina del 0,3% per la detecció de M. tuberculosis; avui dia, molts protocols utilitzen una concentració del 1%. Un problema a l'hora d'identificar bacils de Hansen en mostres tissulars és que si es desparafinen els talls histològics amb xilol pur els bacils no es tenyeixen, ja que perden la propietat d'àcid-resistència. De ser necessari, es recomanable emprar la variant de Fite-Faraco.
Una versió modificada d'aquesta tinció és molt útil per identificar diverses espècies de fongs. Una altra modificació (Stamp, 1950) serveix per tenyir de vermell els bacteris del gènere Brucella, si bé pot donar falsos positius. S'han proposat moltes formes de millorar la visualització del Mycobacterium leprae amb la tinció de ZN. Una d'elles, potser la més econòmica i senzilla, és afegir unes gotes d'una solució d'hidròxid sòdic per augmentar l'alcalinitat (Siqueira et al, 1982). Alguna tinció diferencial similar, d'elaboració en fred i que utilitza el blau de metilé amb àcid sulfúric de Gabbet com substància decolorant, té la mateixa especificitat que la tinció de ZN; si bé una sensibilitat lleugerament menor. La tinció també s'ha emprat per detectar el coccidi Cyclospora cayetanensis en mostres de femta.
Per evitar el risc de toxicitat que comporta l'ús de carbol-fucsina (propi dels compostos fenòlics volàtils) a llocs sense suficients garanties de protecció laboral, es pot utilitzar una tinció semblant, la tinció freda de Kinyoun, una modificació de la ZN, que no origina vapors perillosos i dona bons resultats cercant Mycobacterium en frotis d'esput.
Els resultats cromàtics de la tinció, vistos amb microscòpia òptica són:
| BAAR, incloent el Micobacterium avium intracel·lular | vermell/porpra |
| Eritròcits                                           | rosa           |
| Mastòcits                                            | blau           |
| Nuclis                                               | blau           |

Per diferenciar Nocardia spp. (en especial Nocardia asteroides, patogen causant de greus infeccions pulmonars) d'Actinomyces spp. (les quals en persones sanes sovint formen part de la microbiota de les mucoses), es convenient utilitzar la variant freda de Kinyoun. Això és important a l'hora de detectar les nocardies en la citopatologia de mostres d'esput.
Existeixen algoritmes que faciliten el cribratge automatitzat d'imatges digitals del resultat d'aquesta tinció en anàlisis destinades a identificar micobacteris.